# Maiernigg

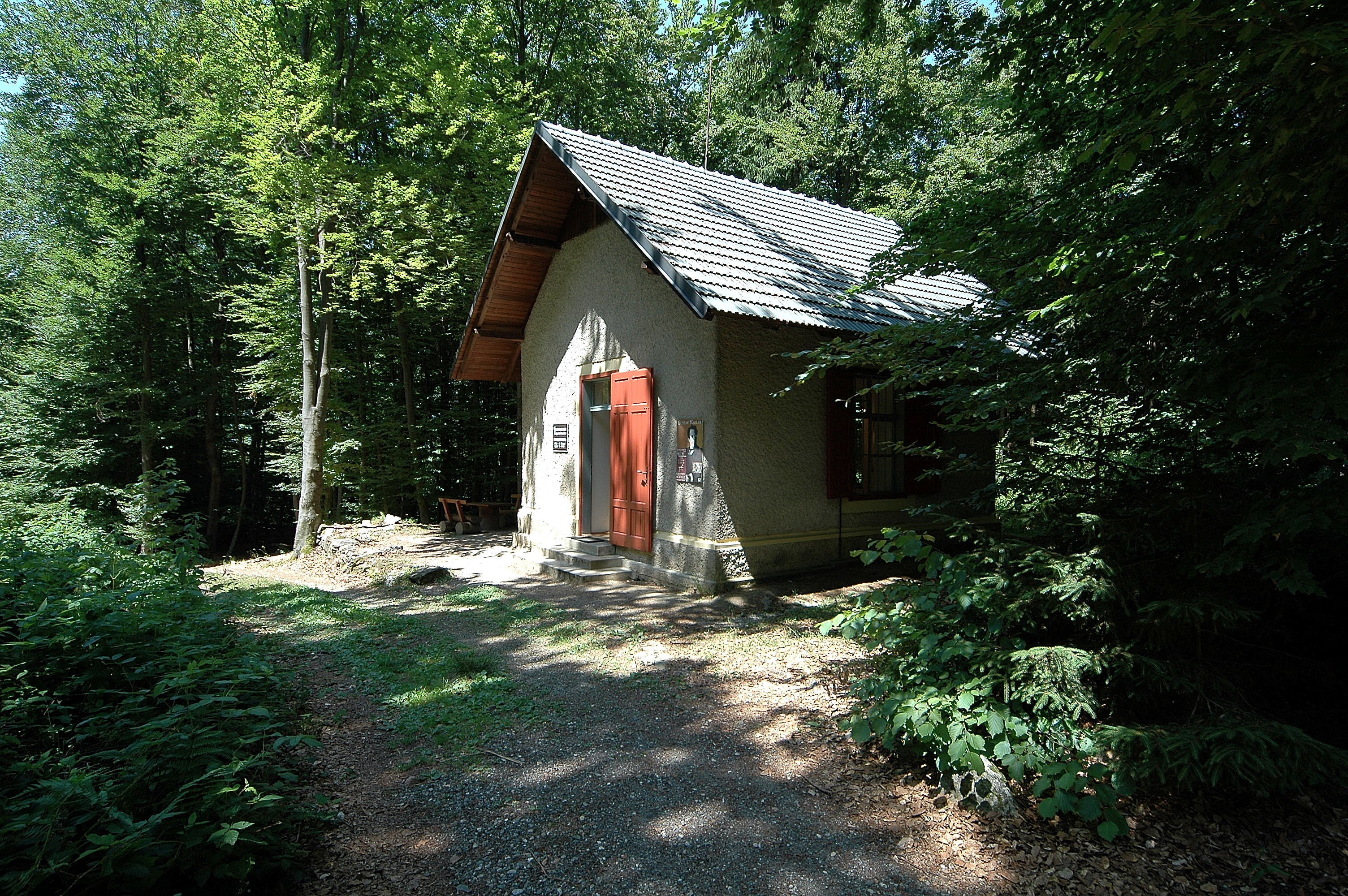
Gustav Mahler Komponierhäuschen in Maiernigg

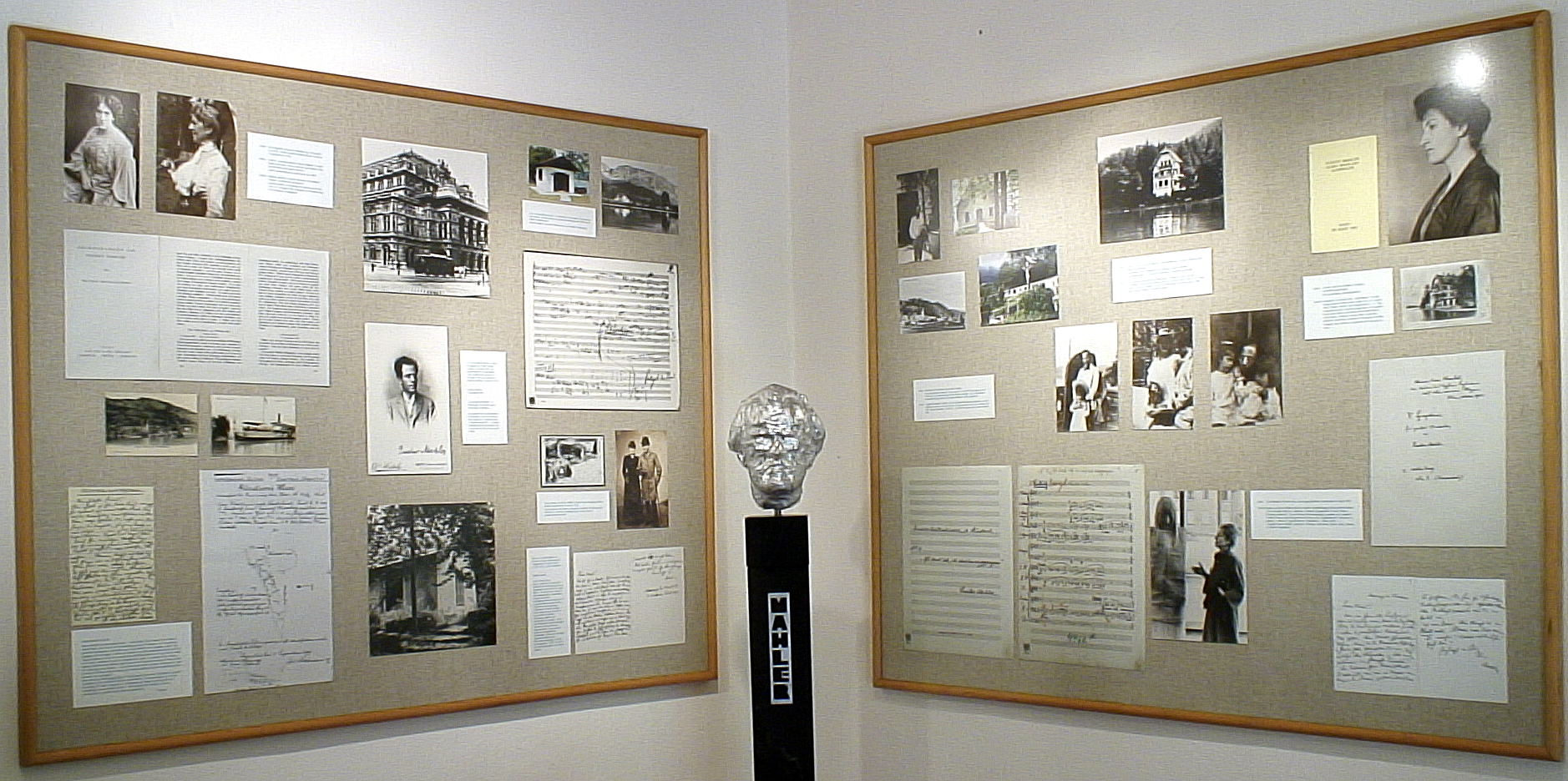
Ausstellungs-Detail im Mahler-Komponierhäuschen in Maiernigg

Maiernigg (slowenisch Majernik) ist eine Rotte am Südufer des Wörthersees in Kärnten. Der Ort ist Teil der Gemeinde Maria Wörth und zählt 24 Einwohner (Stand: 1. Jänner 2025).

## Bad Maiernigg
Das Strandbad liegt noch in der Gemeinde Klagenfurt am Wörthersee. Es wird von vielen Gästen aus der weiteren und näheren Umgebung genutzt. Auch ein Radweg führt bis zu dieser grünen Anlage am südlichen Seeufer. Betreiber sind ursprünglich die Klagenfurter Stadtwerke, gepachtet ist es derzeit jedoch von Zeppitz.

## Gustav Mahler Komponierhäuschen
Der Bau wurde im Jahr 1900 für Gustav Mahler oberhalb der Wörthersee-Süduferstraße mitten im Wald als schlichtes einräumiges Häuschen mit Satteldach errichtet. Bis 1907 schloss Mahler dort die 4. Symphonie ab und komponierte die 5., 6., und 7. zur Gänze. Die 8. (Symphonie der Tausend) komponierte er zum Teil dort. Von Donnerstag bis Sonntag von 10 bis 13 Uhr in der Zeit vom 1. Mai bis zum 31. Oktober steht es zur Besichtigung offen und wird von Pierre Velik betreut.
Der Fußweg zu diesem Kleinod führt vom Parkplatz des Maiernigg-Strandbads über einen gut beschilderten Waldweg. Der Betreuer des Häuschens spielt Werke von Gustav Mahler vor und kommentiert die ausgestellten Schriftstücke, Fotos, Bücher und CDs aus Mahlers Leben. Die Kulturabteilung der Stadt Klagenfurt ist Betreiber der Ausstellung über Mahlers Sommer-Aufenthalte in Maiernigg in den Jahren 1900 bis 1907.

## Villa Schwarzenfels

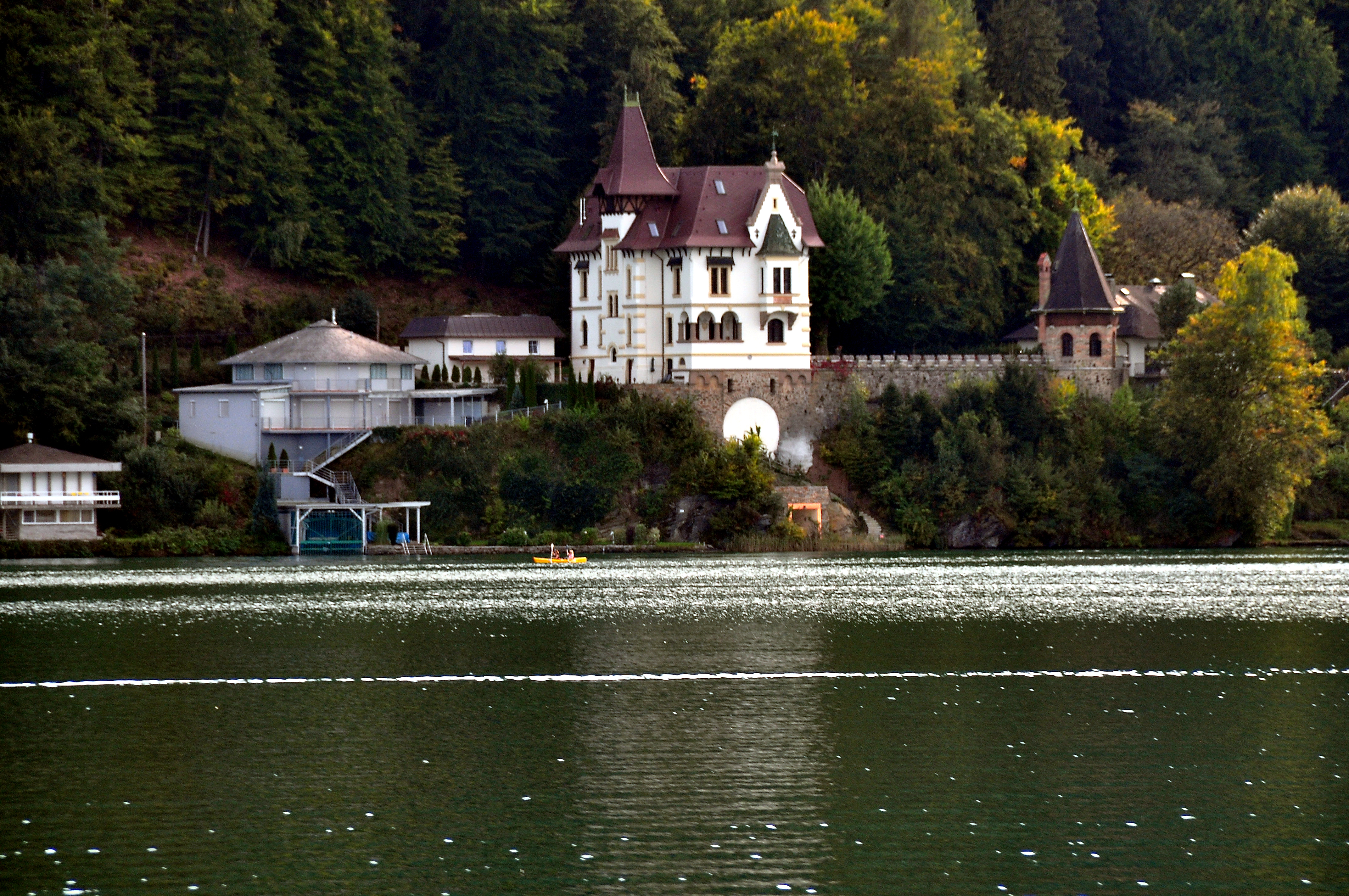
Villa Schwarzenfels in Maiernigg

Der Wiener Architekt Friedrich Theuer errichtete die Villa Schwarzenfels in den Jahren 1893/1894 als seine Ferienvilla. Von ihm stammen auch die Entwürfe für die Villa Gustav Mahlers in Maiernigg.
Das Gebäude steht in dominanter Lage auf bastionsartiger Terrasse. Es repräsentiert ein prägnantes Beispiel einer späthistoristischen Ferienvilla im Stil Altdeutsche Richtung und ist ein zweigeschoßiges Gebäude, bestehend aus zwei ineinandergeschachtelten Baukörpern. Die Veranda an der West-Front mit der darüberliegenden Sonnenterrasse zeigt die für den Späthistorismus typischen Formenelemente. Der Gartenpavillon, in Mischbauweise mit steilem Kegeldach, Kamin und bemerkenswerten Schmiedeeisenarbeiten in der Nordwest-Ecke der zinnengekrönten Stützmauer, ist Bestandteil der Anlage und trägt zur romantischen Gesamtwirkung bei.

## Der Weiße Turm

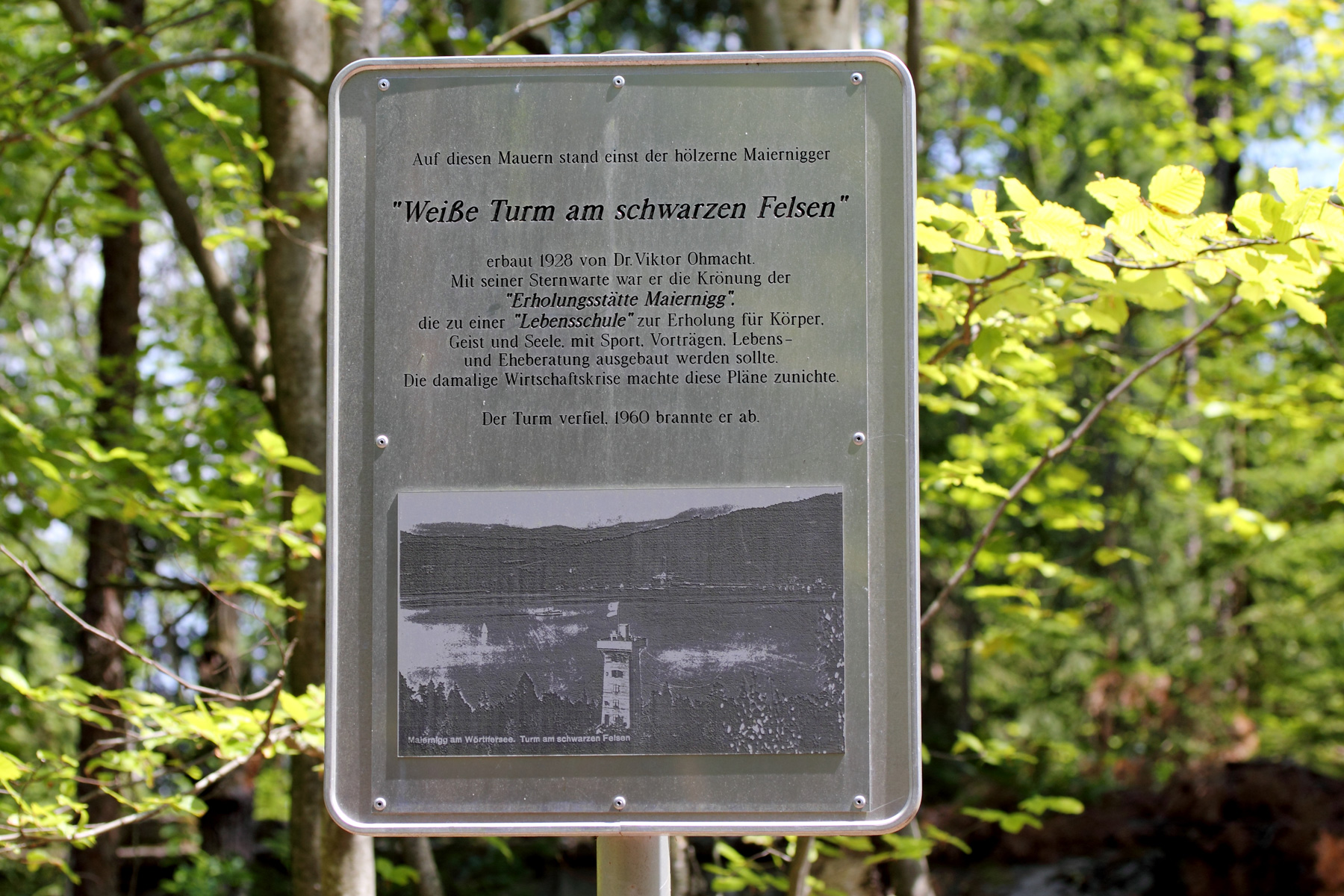
Der Weiße Turm am schwarzen Felsen

Der „Weiße Turm am schwarzen Felsen“ ist eine ehemalige Sternwarte. Er war in den 1920er-Jahren eine Attraktion des kleinen Urlaubsortes. Er verfiel unbenutzt und brannte 1960 ab. Seine Überreste stehen in der Nähe des „Gustav Mahlers Komponierhäuschens“.